# Balvenie

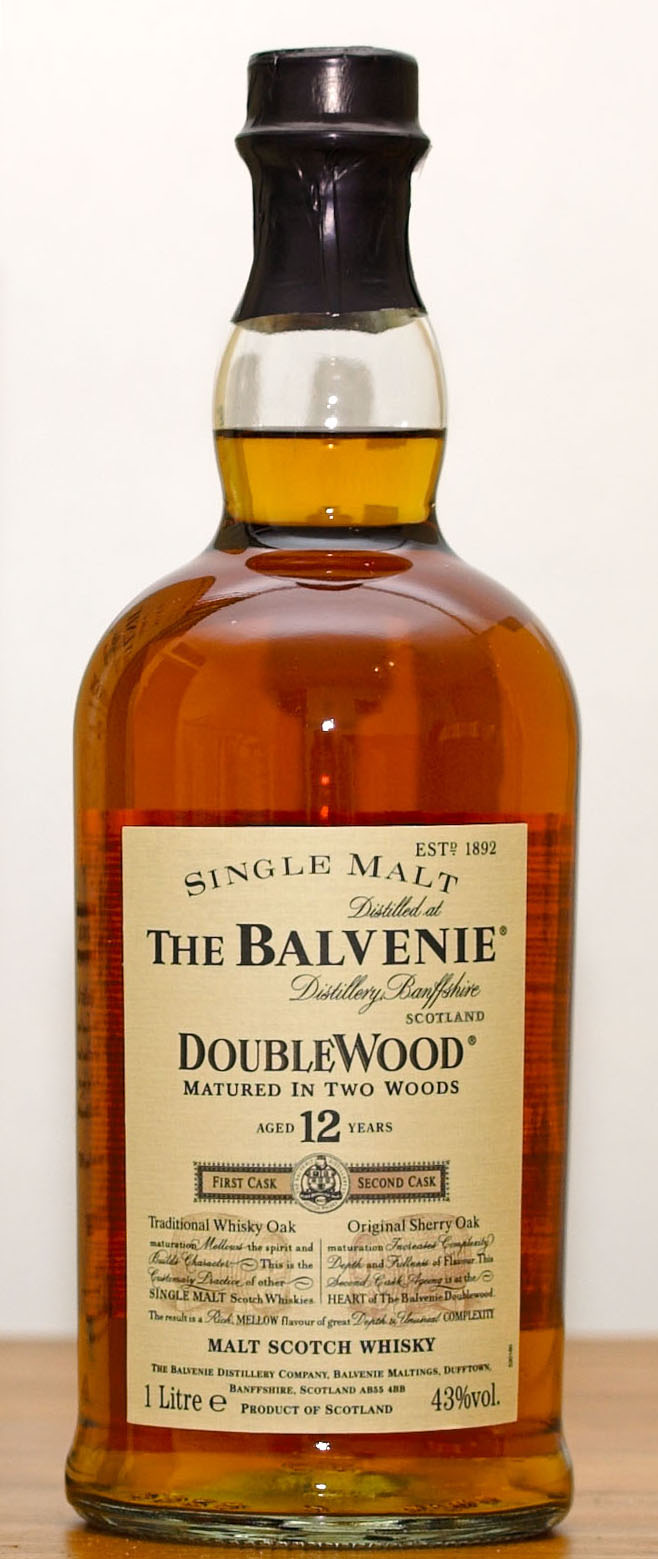
En flaska 12-årig Double Wood.

Balvenie är ett whiskydestilleri i Dufftown i regionen Speyside i Skottland.
Balvenie grundades 1892–1893 av William Grant som en direkt konkurrent till det intilliggande destilleriet Glenfiddich. Det nya destilleriet kostade 2 000 pund vilket var 2,5 gånger mer än vad Glenfiddichs destilleri hade kostat. Idag ägs både Balvenie och Glenfiddich av William Grant & Sons och delar bland annat lagerhus för whiskyn. Balvenie är ett av få destillerier som fortfarande mältar sitt eget korn och man har även ett eget tunnbinderi. Det ingår som en del i Balvenies företagsprofil av traditionell hantverksmässighet och de tillverkar också whisky i mycket mindre serier än den mer industriella Glenfiddich. Det ger Balvenie möjlighet att göra sällsynta och mycket exklusiva tappningar som till exempel en 14-åring Roasted Malt som tillverkades på mörkrostad malt som vanligtvis används för tillverkning av stout, och The Classic som var världens första finishlagrade whisky. De flesta av Balvenies whiskysorter är lagrade flera gånger i olika fat.
Den 12-åriga Double Wood är först lagrad på bourbonfat och finishlagrad på sherryfat. Doften beskrivs som ”Nötig och kryddig malt med touch av vanilj, banan och sherry” och smaken som ”Mjuk frukt, vanilj, sherry, kanel och en antydan till torv”.
Den 17-åriga New Oak är lagrad på sherry- och bourbonfat och finishlagrad på nya ekfat. Doften beskrivs som ”Vanilj, honung, kryddor och frisk ek” och smaken som ”Ek, krydda och vanilj med en ton av fikon och dadlar och en lång eftersmak av honung och varm ekton”.